# Tezze sul Brenta
Tezze sul Brenta (Łe Texe in veneto) è un comune italiano di 12 974 abitanti della provincia di Vicenza in Veneto.

## Geografia fisica
Tezze sul Brenta si trova nel Nord-Est italiano, nel cuore del Veneto, al confine fra le province di Vicenza (in cui è ubicata) e Padova e, poco distante da quella di Treviso. Il territorio sul quale è situato il comune si estende per lo più ad est del fiume Brenta, nell'alta pianura veneta, ai piedi delle Prealpi Venete, in fronte all'altopiano di Asiago e al monte Grappa. Il territorio di Tezze sul Brenta è estremamente pianeggiante in quanto si trova su un terreno un tempo spazzato dalle piene del corso d'acqua, con un'altitudine media di circa 70 m sul livello del mare; esso è caratterizzato da un'estesa e fitta rete di canali e rogge.
A nord-ovest confina con il comune di Cartigliano, a nord-est con il comune di Rosà, ad est con il comune di Rossano Veneto, a sud-est con il comune di Cittadella ed infine a sud-ovest con il comune di Pozzoleone.
Per quanto riguarda le sue frazioni, Laghi è divisa a metà dal confine tra la provincia di Vicenza e la provincia di Padova, si trova quindi in parte nel comune di Tezze sul Brenta e in parte in quello di Cittadella. Altra frazione divisa è Cusinati che in parte è in territorio di Tezze sul Brenta, in parte di Rosà. La frazione Granella si trova nella parte più settentrionale del territorio, circondata per tre lati nord, est e ovest da Cartigliano. Belvedere è nella parte più orientale del territorio, si sviluppa lungo la strada statale 47. Campagnari si trova tra Belvedere e Stroppari sulla strada provinciale della Friola, strada che parte da Belvedere e oltre a queste tre frazioni attraversa anche il capoluogo.

### Idrografia
Il fiume Brenta oggi scorre a ovest del centro di Tezze; in questo tratto il suo alveo si allarga fino a circa 1 km; proprio per questo spesso l'acqua scompare sotto i sassi e riemerge più a valle. Le sue piene colpirono varie volte l'abitato; la più distruttiva in epoca conosciuta avvenne nel novembre del 1966, in seguito alla quale crollò il ponte che collegava Tezze sul Brenta a Friola.
Per non interrompere il tratto stradale venne costruita dal genio militare una passerella, fatta saltare successivamente quando il nuovo "Ponte della Vittoria" venne terminato. I resti della passerella sono ancora visibili nell'alveo.
Nell'altra grande piena del novembre 2010, il fiume ha scavato l'alveo e si è avvicinato al "Parco dell'amicizia"; ora infatti per accedere al letto del fiume invece della precedente rampa c'è una parete verticale.
Poco più a valle, a sud del ponte sono stati posti vari blocchi di pietra per fermare l'erosione degli argini della strada sovrastante (Viale Brenta) e per evitare il crollo delle vicine abitazioni.
Fino agli anni sessanta-settanta il corso del fiume era navigabile; il letto si è abbassato e allargato in seguito ai lavori di estrazione di ghiaia.

## Storia
L'origine del nome di Tezze sul Brenta è da ricercare nel significato della parola teze nel dialetto locale, ossia "fienili", la seconda parte del nome è dovuta all'ubicazione del territorio "a cavallo" del fiume Brenta.
Le prime tracce sull'esistenza di insediamenti rurali si hanno fin dal 1374, trovate su alcuni scritti sulla storia della marca trevigiana.
Tuttavia la nascita del comune ha luogo soltanto nel 1805, per decreto napoleonico.
Durante il periodo veneziano, fino al 1797, Tezze è una villa della podesteria autonoma di Bassano, «terra exempta et separata» dalla giurisdizione delle altre città e sottoposta direttamente a Venezia.

### Simboli
Lo stemma e il gonfalone sono stati concessi con DPR del 16 febbraio 1956.
Il gonfalone è un drappo trinciato di verde e di bianco.

## Monumenti e luoghi d'interesse

### Chiesa parrocchiale dei Santi Pietro e Rocco
Dell'edificio precedente, che risultava già ultimato nel 1493, non resta nulla: nel 1635 fu infatti abbattuto con il campanile (più volte colpito da fulmini) per realizzare una nuova chiesa, ultimata nel 1643 e benedetta il 12 agosto 1678. L'attuale costruzione, ispirata all'architettura settecentesca, è invece il risultato dei rifacimenti del 1911-1912 progettati da Vincenzo Rinaldo. Nel 1989 è stata sottoposta a un importante restauro.
All'interno sono conservate alcune pregevoli opere: le statue in stile neoclassico del 1837 poste sui lati dell'altare; la controfacciata reca la pala della Vergine in trono con i santi Pietro e Rocco, attribuita alla bottega dei da Ponte; il complesso altare maggiore, affiancato dalle statue dei santi Pietro e Rocco, proverrebbe dalla bottega di Benedetto Carretta (1790); si aggiungono l'organo (1917), un crocifisso ligneo settecentesco e i vari arredi (confessionali, dossali del coro, bussole delle porte), realizzati da falegnami locali tra l'Otto e il Novecento.

### Piazze
A Tezze capoluogo sono presenti due piazze comunicanti:
- Piazza della Vittoria, la principale;
- Piazza dei Dogi, ristrutturata e abbellita negli ultimi anni.

### Aree naturali
Il comune di Tezze sul Brenta è attraversato a ovest, al confine con il comune di Pozzoleone, dal Parco "Grave e Zone umide del Brenta", uno dei Siti Natura 2000 del Veneto. Il tratto tedarotto è chiamato "Parco dell'Amicizia".

## Società

### Evoluzione demografica
Abitanti censiti

### Etnie e minoranze straniere
Al 31 dicembre 2015 gli stranieri residenti nel comune erano 1 177, ovvero il 9,18% della popolazione. Di seguito sono riportati i gruppi più consistenti:
1. Romania, 411
2. Kosovo, 222
3. Cina, 78
4. Albania, 75
5. Ghana, 71
6. Moldavia, 50
7. Croazia, 26
8. Bosnia ed Erzegovina, 24
9. Marocco, 21
10. Burkina Faso, 20

### Lingue e dialetti
Nella popolazione oltre alla lingua italiana è fortemente diffuso, soprattutto tra i più anziani, l'uso del dialetto veneto.

### Religione
La religione della quasi totalità della popolazione è il cristianesimo nella confessione cattolica.

### Gastronomia locale
La cucina della zona affonda le sue radici nella tradizione contadina: piatti poveri, fatti con ingredienti semplici ma genuini e nutrienti.

#### Primi piatti
Fra i primi piatti: 
- i risotti: risi e bisi (risotto con piselli), risotto con gli asparagi di Bassano, con il radicchio di Treviso e la luganega (salsiccia), con i figadini (preparato con fegati e durelli di pollo), con i bruscandoli (i germogli del luppolo, che si raccolgono lungo le basi delle siepi in primavera), con le tajadee dea Madona (germogli di Silene vulgaris);
- pasta e fagioli;
- Bigoli de Bassan e bigoi con l'arna (Bigoli all'anitra);
- panà (zuppa di pane raffermo).

#### Secondi piatti
- Baccalà alla vicentina servito con la polenta;
- polenta e osei;
- polenta e polastro in tecia;
- polenta e musetto (cotechino) col cren (salsa preparata con la radice dell'Armoracia rusticana);
- Sopressa vicentina e polenta brustolà;
- verze e costine;
- Data la vicinanza con Bassano del Grappa, terra dell'asparago bianco, nel periodo primaverile è diffusa la degustazione di "uvi e sparasi" (uova e asparagi).[12]
- Radici de can / pissacan (tarassaco) in tecia.

#### Dolci
- nel periodo di Carnevale: i "grustui" (crostoli), le fritoe (frittelle) e i maronsini (simili alle castagnole);
- fine aprile/primi di maggio: frittelle coi "fiuri de robina" (fiori di Robinia pseudoacacia);
- nel periodo pasquale: la fugassa (focaccia veneta)

## Geografia antropica

### Frazioni
Il comune di Tezze sul Brenta è costituito, oltre che dal capoluogo, dalle seguenti frazioni:
- Granella, a nord del capoluogo;
- Stroppari, a est del capoluogo;
- Campagnari-Laghi: due località distinte che, essendo contigue, sono considerate come un'unica frazione; Campagnari si trova a est di Stroppari; Laghi è invece più a sud e ricade in parte nel comune di Cittadella;
- Belvedere, a est di Campagnari;
- Cusinati: a nord di Belvedere, è compresa in parte nel comune di Rosà;

## Infrastrutture e trasporti
Il territorio comunale è attraversato dalle seguenti direttrici stradali: 
- Strada statale 47 della Valsugana
- Strada statale 53 Postumia - 9 km da Tezze sul Brenta.
- Strada statale 248 Schiavonesca-Marosticana - 6 km da Tezze sul Brenta

L'estremità orientale del territorio è attraversata dalla ferrovia Bassano del Grappa-Padova.
I trasporti interurbani di Tezze sul Brenta vengono svolti con autoservizi di linea gestiti da Società Vicentina Trasporti (SVT) e SITA.

## Amministrazione

### Sindaci dal 1946
| Sindaco                                              | Sindaco            | Partito              | Periodo        | Elezione |
| ---------------------------------------------------- | ------------------ | -------------------- | -------------- | -------- |
|                                                      | Pietro Stropparo   | Democrazia Cristiana | 1946-1951      | 1946     |
|                                                      | Angelo Trevisan    | Democrazia Cristiana | 1951-1952      | 1951     |
|                                                      | Osvaldo Tessarollo | Democrazia Cristiana | 1952-1960      | (1951)   |
| 1956                                                 | Osvaldo Tessarollo | Democrazia Cristiana | 1952-1960      |          |
|                                                      | Bernardo Lago      | Democrazia Cristiana | 1960-1962      | 1960     |
|                                                      | Pietro Tessarollo  | Democrazia Cristiana | 1962-1964      | (1960)   |
|                                                      | Antonio Pasinato   | Democrazia Cristiana | 1964-1973      | 1964     |
| 1970                                                 | Antonio Pasinato   | Democrazia Cristiana | 1964-1973      |          |
|                                                      | Rocco Battistella  | Democrazia Cristiana | 1973-1993      | (1970)   |
| 1975                                                 | Rocco Battistella  | Democrazia Cristiana | 1973-1993      |          |
| 1980                                                 | Rocco Battistella  | Democrazia Cristiana | 1973-1993      |          |
| 1985                                                 | Rocco Battistella  | Democrazia Cristiana | 1973-1993      |          |
| 1990                                                 | Rocco Battistella  | Democrazia Cristiana | 1973-1993      |          |
|                                                      | Giovanni Baggio    | Democrazia Cristiana | 1993-1995      | (1990)   |
| Sindaci eletti direttamente dai cittadini (dal 1995) |                    |                      |                |          |
|                                                      | Rocco Battistella  | Centro               | 1995-1999      | 1995     |
|                                                      | Luciano Lago       | Lega Nord            | 1999-2009      | 1999     |
|                                                      | Luciano Lago       | Centro-destra        | 1999-2009      | 2004     |
|                                                      | Valerio Lago       | Lega Nord            | 2009-2019      | 2009     |
| 2014                                                 | Valerio Lago       | Lega Nord            | 2009-2019      |          |
|                                                      | Luigi Pellanda     | Lega                 | 2019-in carica | 2019     |
| 2024                                                 | Luigi Pellanda     | Lega                 | 2019-in carica |          |

### Altre informazioni amministrative
La denominazione del comune fino al 1939 era Tezze.